# Товща
Товща (укр. Товща, прежнее название Констановка-Товща Констянівка-Товща, Костяновка-Товща Костянівка-Товща) — село на Украине в Романовском районе Житомирской области.

## История
Основано в 1890 году, входило в состав Романовской волости Новоград-Волынского уезда Волынской губернии, и насчитывало 45 дворов с 237 жителями обоих полов..
В ходе Великой Отечественной войны село было оккупировано немецкими войсками.
В июле 1995 года Кабинет министров Украины утвердил решение о приватизации находившегося здесь совхоза.
В селе функционируют Товщанская общеобразовательная школа І ступени и сельский клуб.